# جایزه بزرگ برزیل ۱۹۸۸
جایزه بزرگ برزیل ۱۹۸۸ یک مسابقه اتومبیلرانی فرمول یک بود که در ۳ آوریل ۱۹۸۸ در پیست بین‌المللی اتودروم نلسون پیکه در ریو دو ژانیرو برگزار شد. پس از سومین قهرمانی رانندگان جهان در ۱۹۸۷ پیست جاکارپاگوا به نام قهرمان محلی نلسون پیکه نامگذاری شد. این اولین مسابقه فصل ۱۹۸۸ فرمول یک بود.